# Dół
Dół (Duits: Daulen) is een plaats in het Poolse district  Iławski, woiwodschap Ermland-Mazurië. De plaats maakt deel uit van de gemeente Iława en telt 90 inwoners.